# Lacroix-sur-Meuse
Lacroix-sur-Meuse is een gemeente in het Franse departement Meuse (regio Grand Est) en telt 599 inwoners (1999). De plaats maakt deel uit van het arrondissement Commercy.

## Geografie
De oppervlakte van Lacroix-sur-Meuse bedraagt 21,0 km², de bevolkingsdichtheid is 28,5 inwoners per km².
De onderstaande kaart toont de ligging van Lacroix-sur-Meuse met de belangrijkste infrastructuur en aangrenzende gemeenten.

## Demografie
Onderstaande figuur toont het verloop van het inwonertal (bron: INSEE-tellingen).